# Türkiye Korumalı Futbol Ligi
La Türkiye Korumalı Futbol Ligi (TKFL) è un campionato di football americano per squadre di club in Turchia.

## Storia
Lo sviluppo del football americano in Turchia all'inizio del 1990. Fondati nel 1990, Boğaziçi Elephants (in seguito ribattezzato Sultans) e Bullets fondato nel 1993 a Hacettepe (in seguito chiamato Red deers dal logo dell'università), Istanbul Technical (Hornets) e Marmara University Le squadre (Squali) sono state aggiunte durante il 1995-1996. Tuttavia, Marmara Sharks ha chiuso nel 1998. Nel 2010, il numero di squadre di club ha superato 13 e il numero di università oltre 24.
La prima partita ufficiale tra le due squadre turche è stata giocata tra Boğaziçi Elephants e Istanbul Pistof nel 1993. Gli Elephants hanno vinto questa partita 28-0. Il nome "Elephants" fu successivamente cambiato in "Sultans". Dopo la stagione 1995-1996, parallelamente all'aumento del numero delle squadre, si è iniziato ad organizzare l'American Football League secondo il calendario delle qualificazioni tra le università. Negli anni successivi, anche le università Hacettepe Red Deers, ITU Hornets, Marmara Sharks, METU Falcons, Ankara Cats, Gazi Warriors, Ege Dolphins, Yeditepe Eagles hanno fondato le loro squadre. Tuttavia, in questi anni, le partite si giocavano senza i requisiti di base del football americano. Le squadre hanno iniziato ad acquistare attrezzature nel 2001 e il football americano è entrato in una struttura professionale. Dopo Bilkent Judges, Boğaziçi Sultans è diventata la seconda squadra con attrezzature. La prima partita con l'attrezzatura è stata giocata ad Ankara nel 2001 e Sultans ha vinto 34-0. Turchia American Football League, 26 novembre 2005. Boğaziçi 1896 METU Sports Club and Sports Club è stato ufficialmente lanciato la squadra di football americano che ha giocato nella lotta per il trono. Football americano in Turchia dalla stagione 2007-2008 e ha iniziato ad essere giocabile per la Professional League in due categorie come la University League.

## Finali

### TAFL/1. Lig
| Data                     | Finale                   | Vincitore                | Punteggio                | Finalista                |
| ------------------------ | ------------------------ | ------------------------ | ------------------------ | ------------------------ |
| 2005-06 (27 maggio 2006) | Finale I                 | Boğaziçi Sultans         | 30-8                     | Ege Dolphins             |
| 2006-07 (12 maggio 2007) | Finale II                | Hacettepe Red Deers      | 15-12 (o.t.)             | Gazi Warriors            |
| 2007-08                  | Finale III               | Hacettepe Red Deers      | 20-14 (2 o.t.)           | Gazi Warriors            |
| 2008-09                  | Finale IV                | Boğaziçi Sultans         | 22-20                    | Istanbul Cavaliers       |
| 2009-10 (23 maggio 2010) | Finale V                 | Istanbul Cavaliers       | 18-13                    | Gazi Warriors            |
| 2010-11                  | Finale VI                | Gazi Warriors            | 41-38 (6 o.t.)           | Boğaziçi Sultans         |
| 2011-12 (27 maggio 2012) | Finale VII               | Gazi Warriors            | 47-12                    | Hacettepe Red Deers      |
| 2012-13                  | Finale VIII              | Boğaziçi Sultans         | 39-23                    | ODTÜ Falcons             |
| 2013-14 (8 giugno 2014)  | Finale IX                | Boğaziçi Sultans         | 30-23                    | Koç Rams                 |
| 2014-15 (31 maggio 2015) | Finale X                 | Boğaziçi Sultans         | 10-7                     | Koç Rams                 |
| 2016 (5 giugno)          | Finale XI                | Koç Rams                 | 21-14                    | Boğaziçi Sultans         |
| 2017 (15 giugno)         | Finale XII               | Koç Rams                 | 56-14                    | Sakarya Tatankaları      |
| 2018 (1º luglio)         | Finale XIII              | Koç Rams                 | 52-21                    | Boğaziçi Sultans         |
| 2019 (14 luglio)         | Finale XIV               | Koç Rams                 | 29-19                    | ODTÜ Falcons             |
| 2020                     | Campionato interrotto    | Campionato interrotto    | Campionato interrotto    | Campionato interrotto    |
| 2021                     | Campionato non disputato | Campionato non disputato | Campionato non disputato | Campionato non disputato |
| 2022                     | Finale XV                | Boğaziçi Sultans         | 17-14                    | Koç Rams                 |
| 2023                     | Finale XVI               | Koç Rams                 | 17-14                    | Istanbul Bisons          |
| 2024                     | Finale XVII              | TBD                      |                          | TBD                      |

### 2. Lig
| Data            | Finale | Vincitore                        | Punteggio   | Finalista           |
| --------------- | ------ | -------------------------------- | ----------- | ------------------- |
| 2010            |        | Eastern Mediterranean Crows      | ?-?         | Sakarya Tatankaları |
| 2011            |        | ?                                | ?-?         | ?                   |
| 2012            |        | ?                                | ?-?         | ?                   |
| 2013            |        | ?                                | ?-?         | ?                   |
| 2014            |        | ?                                | ?-?         | ?                   |
| 2015            |        | Mersin Mustangs                  | ?-?         | ?                   |
| 2016            |        | ?                                | ?-?         | ?                   |
| 2017            |        | Anadolu Rangers/ Mersin Mustangs | Co-campioni | Co-campioni         |
| 2018 (9 giugno) |        | Gazi Warriors                    | 42-0        | Hacettepe Red Deers |
| 2019 (7 giugno) |        | Yeditepe Eagles                  | 19-16       | Hacettepe Red Deers |

## Elenco dei campioni
| Team                | Campione TKFL | Le stagioni                        |
| ------------------- | ------------- | ---------------------------------- |
| Boğaziçi Sultans    | 6             | 2006, 2009, 2013, 2014, 2015, 2022 |
| Koç Rams            | 5             | 2016, 2017, 2018, 2019, 2023       |
| Hacettepe Red Deers | 3             | 2005, 2007, 2008                   |
| Gazi Warriors       | 2             | 2011, 2012                         |
| Istanbul Cavaliers  | 1             | 2010                               |
| Yeditepe Eagles     | 1             | 2020                               |

## Squadre

### Squadre 2022[5]
| Team                | Fondato nel | Città     |
| ------------------- | ----------- | --------- |
| Anadolu Rangers     | 1993        | Eskişehir |
| Boğaziçi Sultans    | 1987        | Istanbul  |
| Gazi Warriors       | 1996        | Ankara    |
| Hacettepe Red Deers | 1993        | Ankara    |
| ITÜ Hornets         | 1993        | Istanbul  |
| Koç Rams            | 2004        | Istanbul  |
| ODTÜ Falcons        | 1996        | Ankara    |
| Sakarya Tatankaları | 2002        | Sakarya   |